# Ayungon

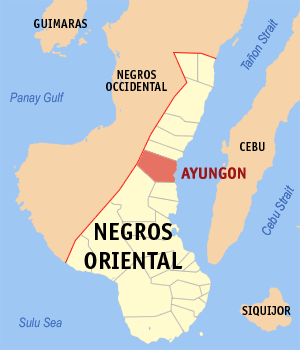
Bản đồ Negros Oriental với vị trí của Ayungon

Ayungon là một đô thị hạng 4 ở tỉnh Negros Oriental, Philippines. Theo điều tra dân số năm 2000, đô thị này có dân số 40.744 người trong 7.989 hộ.

## Barangay
Ayungon được chia thành 25 barangay.
| - Amdus - Jandalamanon - Anibong - Atabay - Awa-an - Ban-ban - Calagcalag - Candana-ay - Carol-an - Gomentoc - Inacban - Iniban | - Kilaban - Lamigan - Maaslum - Mabato - Manogtong - Mainit - Nabhang - Nabilog - Poblacion - Tambo - Tampocon I - Tampocon II - Tibyawan - Tiguib |